# Leptocerina connexa
Leptocerina connexa är en nattsländeart som först beskrevs av Navás 1930.  Leptocerina connexa ingår i släktet Leptocerina och familjen långhornssländor. Inga underarter finns listade i Catalogue of Life.